# Manlio Livio Cassandro
Manlio Livio Cassandro (Barletta, 1º  agosto 1924 – 25 dicembre 1973) è stato un medico e politico italiano.

## Biografia
Medico e docente universitario di professione, fu parlamentare nella IV e V legislatura nel gruppo Liberale. Nella sua attività alla camera si contano 63 progetti di legge presentati e 32 interventi. È scomparso il giorno di natale del 1973.

## Incarichi
IV Legislatura della Repubblica italiana
- XIII Commissione lavoro - assistenza e previdenza sociale – cooperazione. Membro dal 1º luglio 1963 al 4 giugno 1968.

V Legislatura della Repubblica italiana
- XI Commissione agricoltura e foreste. Membro dal 10 luglio 1968 al 24 maggio 1972.
- Commissione parlamentare per il parere al governo sull'aggiornamento del testo unico delle leggi sulla disciplina degli interventi nel mezzogiorno. Membro dal 9 marzo 1972 al 24 maggio 1972.